# Hermann Busenbaum
Hermann Busenbaum (Nottuln, 19 settembre 1600 – Münster, 31 gennaio 1668) è stato un gesuita e teologo tedesco.

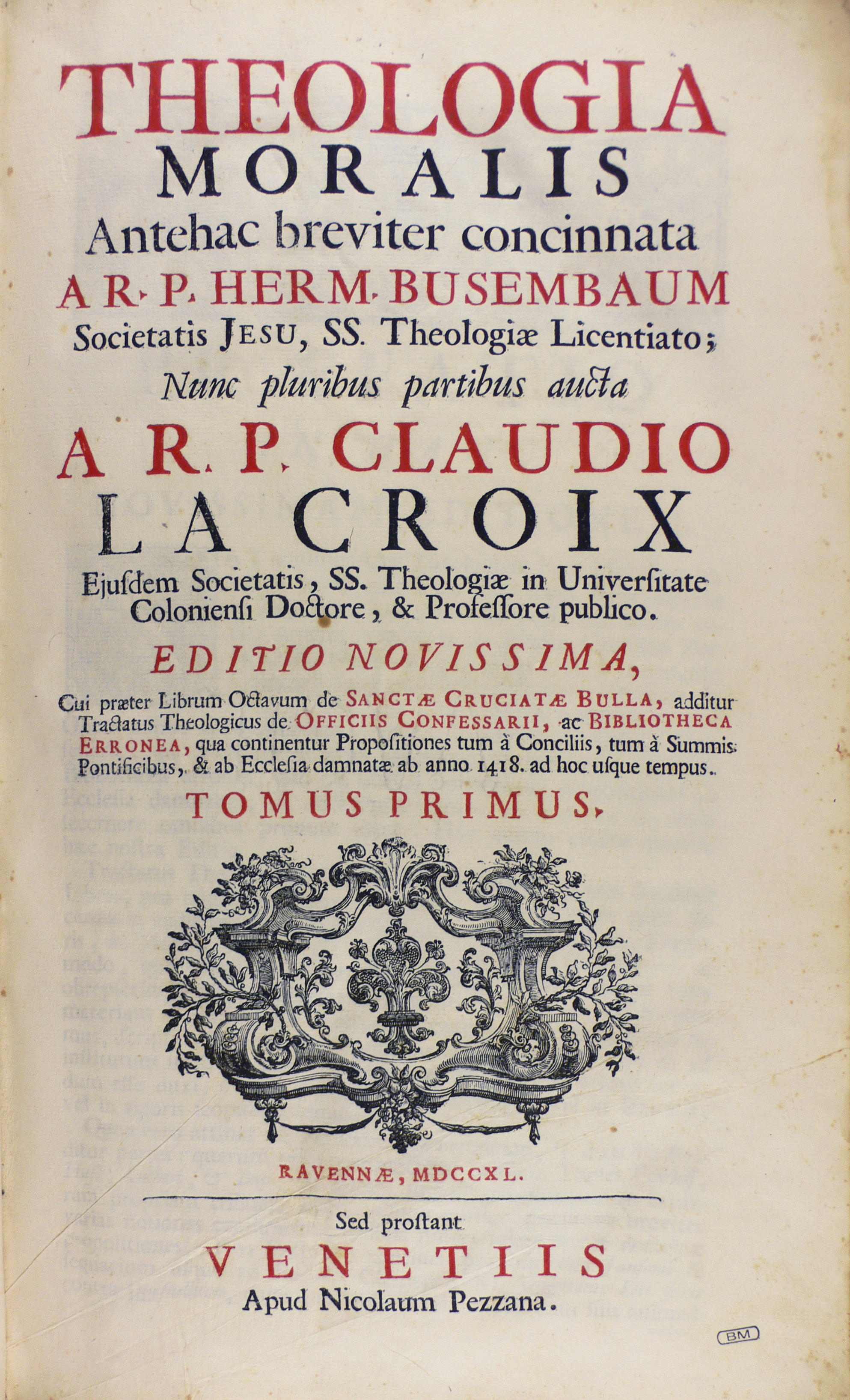
Theologia moralis, 1740
(Fondazione Mansutti, Milano).

Nato in Vestfalia, divenne docente di lettere e filosofia, teologia dogmatica e morale all'Università di Münster. È celebre per il suo trattato di teologia morale, Medulla theologiae moralis (1650), ristampato in un centinaio di edizioni a pochi anni dall'editio princeps. Il trattato serviva come libro di testo per i seminari, tanto che anche Alfonso Maria de' Liguori lo raccomandava agli studenti. Tuttavia nel 1757 e nel 1762 il Parlamento francese condanna il libro per attentato all'autorità reale, poiché Busenbaum sostiene che il regicidio sia possibile nel caso in cui il re si ribelli al papa. Il trattato non è un manuale teorico ma un compendio di casi pratici, la cui soluzione porta alla riflessione sui principi moralisti. L'autore riprende la definizione di assicurazione già riportata da Bartolomeo Mastri (Dubium XV. Quid sit assecuratio et fidejussio?, p. 324). Il suo libro contiene anche il contributo del teologo gesuita Claude Lacroix, che invece è condannato al rogo e muore a Tolosa.